# Colard Mansion
Colard Mansion (Bruges, 1440 – Bruges, 1484) è stato un tipografo copista olandese.
Copista-calligrafo, nel 1475 introdusse la stampa a Bruges e nello stesso anno stampò un pregevole Jardin de dévotion. Mansion continuò parallelamente a preparare manoscritti miniati per la corte borgognona. Nel 1484 tradusse dal latino in francese e diede alle stampe Le Metamorfosi di Ovidio. Tra le edizioni pubblicate da Mansion si segnala particolarmente il Livre de la Ruyne des nobles hommes et femmes, traduzione del De casibus virorum illustrium di Boccaccio realizzata da Laurent de Premierfait. Un terzo circa delle sue edizioni fu tratto da manoscritti posseduti dal bibliofilo Louis de Gruuthuse, suo protettore, e forse furono impressi nella stessa officina di Mansion i tre libri inglesi apparsi a Bruges, intorno al 1475, col nome di William Caxton.